# (4768) Hartley
(4768) Hartley es un asteroide perteneciente al cinturón de asteroides, descubierto el 11 de agosto de 1988 por Andrew Noymer desde el Observatorio de Siding Spring, Nueva Gales del Sur, Australia.

## Designación y nombre
Designado provisionalmente como 1988 PH1. Fue nombrado Hartley en honor al astrónomo británico Malcolm Hartley encargado del telescopio Schmidt del Reino Unido en Siding Spring, con el que descubrió este asteroide. Entre otros de sus descubrimientos se encuentran el objeto 1988 SM de la familia Amor y diez cometas, ocho de los cuales son de corto periodo.

## Características orbitales
Hartley está situado a una distancia media del Sol de 3,174 ua, pudiendo alejarse hasta 3,926 ua y acercarse hasta 2,422 ua. Su excentricidad es 0,236 y la inclinación orbital 20,08 grados. Emplea 2065 días en completar una órbita alrededor del Sol.

## Características físicas
La magnitud absoluta de Hartley es 11,3. Tiene 34,349 km de diámetro y su albedo se estima en 0,039.